# Hans Pflügler
Johannes "Hans" Christian Pflügler (27 marca 1960 we Freising) – niemiecki piłkarz, defensywny pomocnik lub obrońca. Mistrz świata z roku 1990.
W latach 1982–1995 był zawodnikiem Bayernu Monachium. W tym czasie rozegrał w Bundeslidze 277 spotkań (36 goli). Pięciokrotnie wywalczył tytuł mistrza Niemiec (1985, 1986, 1987, 1989, 1990). Był także zdobywcą Pucharu Niemiec.
W reprezentacji Niemiec debiutował 25 marca 1987 w meczu z Izraelem. Do 1990 rozegrał w kadrze 11 spotkań. Ostatnim jego spotkaniem był mecz finałów MŚ 90 z Kolumbią. Ten występ dał mu tytuł mistrza świata. Dwa lata wcześniej zdobył brązowy medal mistrzostw Europy (ME 88).